# Sage Stallone
Sage Moonblood Stallone (Los Angeles, 5 mei 1976 – aldaar, 13 juli 2012) was een Amerikaans acteur en filmregisseur. Hij was de zoon van Sylvester Stallone.

## Biografie
Sage Stallone maakte zijn acteerdebuut naast zijn vader in de film Rocky V, waar hij de zoon van de beroemde bokser speelde. Hij verscheen later met zijn vader in Daylight (1996). Sindsdien was hij als acteur slechts in low-budget films te zien.
In 1996 richtte hij samen met Bob Murawski het bedrijf "Grindhouse Releasing" op, dat zich bezighoudt met de restauratie en conservering van exploitatiefilms en B-films. In de volgende jaren, regisseerde Stallone twee films als regisseur. De korte film Vic in 2006 werd getoond op het Film Festival in Palm Springs, Californië.
Hij was kort getrouwd met Starlin Wright. Het huwelijk werd nietig verklaard in 2008. 
Op 13 juli 2012 werd Stallone dood gevonden in zijn huis in Studio City, Los Angeles. Bij de resultaten van de autopsie bleek dat Stallone gestorven was aan een hartaanval ten gevolge van Arteriosclerose.

## Filmografie
Als acteur
- 1990: Rocky V
- 1993: The Evil Inside Me
- 1996: Daylight
- 1997: American Hero
- 2002: Reflections of Evil
- 2003: The Manson Family
- 2005: Chaos
- 2006: Vic
- 2007: Moscow Zero
- 2008: Oliviero Rising
- 2010: Promises Written in Water
- 2010: The Agent

Als regisseur
- 2005: Alan Yates
- 2006: Vic